# أزد
الأَزْد: من قبائل العرب في الجزيرة العربية، ورد اسمها في بعض المصادر الأسْد (بتسكين السين) وهي غير قبيلة أسَد (بفتح السين) العدنانية، بطونها كثيرة، ينتمي أكثرها إلى:مازن، نصر، الهِنو، عبد الله، وعمرو.
كانت مواطن الأزد الأولى بلاد اليمن جنوبي بلاد العرب، وبعد خراب سد مأرب، أو قُبَيل خرابه، نزحت قبائل الأزد من مواطنها في اليمن وتفرقت في مواطن أخرى، فنزل بنو نصر بن الأَزْد بلاد السَّراة، فسمي من نزل منهم بجبال السراة أزد السراة وشنوءة، ونزل بارق شن في إصدار السراة بتهامة. ونزلت طائفة من قبائل الأزد، تنحدر من مازن بن الأزد، ماءً يُعرف بغسَّان، فنسبوا إليه، منهم الأوس والخزرج الذين نزلوا يثرب، وخُزاعة التي نزلت مكة وما حولها، وآل جفنة الذين نزلوا بلاد الشام وأسسوا إمارة الغساسنة، وفي ذلك يقول ابن الكلبي وابن إسحاق:«جمع عمرو بن عامر بنيه، فقال لهم: يا بني إنّي قد علمت أنّكم ستتفرقون من منزلكم هذا بعدي. فمن كان منكم ذا همّ بعيد و جمل شديد و مزاد حصيد فليلحق بكاس و كود فلحقت وادعة ابن عمرو بأرض همدان. ثم قال: من كان منكم ذا همّ مدنّ و أمر ذي عنّ فليلحق بأرض شن‌، فلحقت بارق- واسم بارق عوف بن عدي بن حارثة - وقال بعض النسّاب سعد بن عدي بن حارثة بن عمرو بن عامر- ونزل معهم بنو مالك و شبيب ابنا عمرو بن عدي بن حارثة، و بارق جبل نزله سعد فسموا به. ولحقت أسد شنوءة بالسراة، وإنّما سموا أسد شنوءة وهم بنو مالك بن نصر بن الأسد».
بقي الأزد على ديانتهم الوثنية زمناً بعد ظهور الإسلام. وقدم منهم وفود إلى الرسول، وبعد وفاة الرسول ارتد بعض الأزد عن دفع الزكاة. ولما كانت الفتوح في صدر الإسلام، نزحت طوائف من الأزد إلى مواطن جديدة في الأمصار، فاستقرّ عِظمها في الكوفة واستوطن سائرها البصرة والشام ومصر، وفي ذلك قال الدكتور صالح أحمد العلي: «لما توفى الرسول كان الأزد ممن ارتدوا وتجمعوا مع بجيلة وخثعم يرأسهم حميضة بن النعمان البارقي، فأرسل إليهم عثمان بن أبي العاص والي اليمن قوة شتتتهم وأخضعتهم بعد أن هرب رئيسهم حميضة. ولما ولي عمر بن الخطاب الخلافة، وأباح لمن سبق ارتداده أن ينضم إلى الجيوش الإسلامية، قدم عليه جمع من بني كنانة والأزد وعددهم سبعمائة عامتهم بارق، وعليهم عرفجة بن هرثمة فسرحهم إلى العراق، وشاركوا في معركة البويب»، وقال المؤرخ حسين نصار:«ذكرت تواريخ الفتح العربي لمصر أن الأزد اشتركوا فيه، وصارت لهم خطة خاصة بهم في الفسطاط».

## النسب
يجمع النسابون والمؤرخون أن قبيلة الأزد من كهلان، من سبأ، وقيل اسمه أدد، ويقال دراء. وفي سرد نسب الأزد إلى كهلان أقوال، منها:
- الأزد بن الغوث بن نبت بن مالك بن زيد بن كهلان بن سبأ بن يشجب بن يعرب بن قحطان، وهو قول وهب بن منبه وابن إسحاق وابن الكلبي وطائفة.[30][31][32][33][34]
- الأزد بن الغوث بن نبت بن مالك بن أُدَد بن زيد بن كهلان بن سبأ، وهو قول البخاري ووثيمة بن موسى وأبو علي الحاتمي والمرزباني وطائفة من النسابة.[35][36][37][38][39][40][41]

واختلف النسابة في النسب من قحطان وما بعده، وفي ذلك قال صاحب الطبقات الكبير:«الأزد - واسمه درا - ابن الْغَوْثِ بْن نَبْتِ بْن مَالِكِ بْن زَيْد بْن كهلان بن سبأ - واسمه عامر - وسمي سبأ لأنه أوّل من سبى السبي. وكان يدعى عَبْد شمس من حسنه. ابن يشجب بْن يعرب. وهو المرعف. ابن يقطن، وهو قحطان. وإلى قحطان جماع اليمن. فَمَنْ نسبه إِلَى إِسْمَاعِيل بْن إِبْرَاهِيم ﷺ قَالَ قحطان بْن الهميسع بْن تيمن بْن نبت بْن إِسْمَاعِيل بْن إِبْرَاهِيم. هكذا كان ينسبه هِشَامُ بْنُ مُحَمَّدِ بْنِ السَّائِبِ الْكَلْبِيُّ عَنْ أَبِيهِ. ويذكر عن أَبِيهِ أنّه أدرك أَهْل النسب والعلم ينسبون قحطان إِلَى إِسْمَاعِيل بْن إِبْرَاهِيم». وقال البلاذري: «اختلف الناس في قحطان. فقال بعضهم: قحطان هو يقطان المذكور في التوراة بعينه، إلا أن العرب أعربته فقالت قحطان. وقال آخرون: هو قحطان ابن هود عليه السلام بن عبد الله بن الخلود بن عاد بن عوص بن إرم بن سام ابن نوح، وهو غير يقطان». وقال أبو القاسم المغربي:«سئل وهب بن منبه عن اليمانية، وهل أبوهم: هود؟ فقال: لا. ولكن وقعت  الفتن  بين العرب، وفخرت مُضر بأبيها إسماعيل، فادعت اليمن هوداً ليكون لهم أب  من الأنبياء. وقحطان بن عَابَر، قوم انقرضوا، وهم: قحطان الأُولى. وأما قحطان فهو: قحطان بن الهَمَيْسَع بن تَيْمَن بن نابت بن إسماعيل».
أما هشام الكلبي فذكر أن أبيه محمد بن السائب الكلبي والشرقي بن القطامي يقولان: «قحطان بن الهميسع بن تيمن بن نبت بن قيذار - وهو قيدر - وكان قيدر صاحب إبل إسماعيل. واسمه مشتق من ذلك. وهو ابن إسماعيل عليه السلام بن إبراهيم». وقال المبرد:«قحطان عند أهل العلم، فهو ابن الهميسع بن تيمن بن نبت بن قيذار بن إسماعيل».
ومع الخلاف في نسبة قحطان إلى إسماعيل أو عابر، إلا أن الأحاديث النبوية عن الرسول ﷺ تقول أن الأزد من سبأ أصحاب الجنتين من أهل اليمن، وجاء في حديث صححه الحاكم والألباني ورواة الترمذي في السنن، وقال: «قالَ رجلٌ: يا رسولَ اللَّهِ، وما سَبأٌ، أرضٌ أو امرأةٌ؟ قالَ: ليسَ بأرضٍ ولا امرأةٍ، ولَكِنَّهُ رجلٌ ولدَ عشرةً منَ العربِ فتيامنَ منهم ستَّةٌ، وتشاءمَ منهم أربعةٌ. فأمَّا الَّذينَ تشاءموا فلَخمٌ، وجُذامُ، وغسَّانُ، وعامِلةُ، وأمَّا الَّذينَ تيامنوا: فالأزدُ، والأشعرون، وحِميرٌ، وَكِندةُ ومَذحِجٌ، وأنمارٌ. فقالَ رجلٌ: يا رسولَ اللَّهِ، ما أنمارٌ؟ قالَ: الَّذينَ منهم خثعَمُ، وبَجيلةُ».

## قبائل الأزد
- الأزد
  - مازن بن الأزد
    - جفنة
      - الغساسنة[51][52]

    - خزاعة[53]
    - الأوس والخزرج [الأنصار][54]
    - العتيك[55]
    - بارق[56]
    - ألمع[57]
    - شكر[58]

  - نصر بن الأزد [ شنوءة ]
    - عمرو[59]
    - ميدعان[60]
    - راسب[61]
    - سلامان[62]
    - شعيب[63]
    - ماسخة[64]
    - شجاعة[65]
    - زهران[66]
    - غامد[67]
    - لهب[68]
    - ثمالة[69]

  - الهنو بن الأزد
    - الحَجْر[70]
    - حوالة[71]
      - باقم[72]

  - عبدالله بن الأزد
    - قرن[73]
    - عك[74]

  - عمرو بن الأزد
    - عرمان[75]

وتنتسب قبائل الأزد جميعًا إلى الأزد
والأزد لقبه، واسمه دِراء بوزن (فِعَال)، والأزْد والأسْد لغتان، والأخيرة أفصح، إلا أن الأولى أكثر.قال ابن دريد:«اشتقاق الأسْد من قولهم: أسِدَ الرجل يأسَدُ أسْدًا، إذا تشبّه بالأسد».

## ديار الأزد
وتنتشر قبائل الأزد في أرجاء شبه الجزيرة العربية وما جاورها معظمهم مستقرين في ديارهم حتى يومنا هذا، يمكن تقسيم ديارهم إلى:
- الحجاز:

ديار وأرض قرار معظم قبائل الأزد في الحجاز، ديار قبائل (ثمالة،البقوم،غامد،زهران،لهب،حوالة،شكر،بلقرن،الحجر،بارق،ألمع) في جنوب الحجاز أو كما سماه البكري «حجاز الأسود» تفريقًا له عن حجاز المدينة (شمال الحجاز)، الذي تسكنه قبيلة الأنصار (الأوس والخزرج) وهم في ديارهم تلك منذ العصور الجاهلية حتى منتصف العصر العباسي فقد خلت المدينة منهم؛ وذلك عائد إلى عدة عوامل أهمها الهجرة المصاحبة لتوسع الدولة الإسلامية، وأيضًا وقوع المصائب والمحن بالمدينة المنورة، وخلو المدينة منهم تواتر خبره، وهم اليوم يتواجدون كعوائل في كل من (مكة المكرمة والجموم وجدة وينبع وهدى الشام وقرى وادي فاطمة، وبعض قرى محافظة الكامل وغيرها).
- تهامة:

تتنوع مساكن قبائل الأزد بين سراة وتهامة، لعل أبرز القبائل التي استقرت في تهامة بقضها وقضيضها هي قبيلة عك.
- شرق شبه الجزيرة العربية:

تواجدت قبائل الأزد بشتى فروعها بشكل أساسي في إقليم عمان وإقليم البحرين وتواجدت قبائل الأزد في جنوبي بلاد الرافدين في الحيرة وما جاورها ولقد كانوا أحد القبائل العربية المكونة لما عُرف بحلف تنوخ، وامتدت ديارهم إلى جنوبي الأردن داخل مملكة الأنباط، وجنوب سوريا الذي أسس فيه أبناء جفنة من بني غسان مملكتهم المعروفة بمملكة الغساسنة، واتخذوا يُصرى عاصمة لهم وأمتد نفوذهم إلى التخوم الشمالية للحجاز.

## مقدمة
الأزد قبيلة عربية من كبرى قبائل العرب، ذات تاريخ عريق متجذر في أعماق التاريخ، أنشئ الأزد عدة ممالك عربية مهمة وكان لهم دور مفصلي في التاريخ الإسلامي، كما كان لهم دورًا كبيرًا في العديد من الإمبراطوريات العظمى في العصور القديمة  بعد البعثة النبوية كان الأزد هم أول القبائل العربية إيمانًا بمحمد ﷺ حيث كان الأوس والخزرج من أول القبائل العربية استجابة لدعوته وأول من آواه ونصره، ومن ثم سماهم الله «الأنصار». وكان الطفيل بن عمرو الدوسي أول من اعتنق الأسلام من الأزد، وكان ذلك منه قبل الهجرة في مكة، وأول من عرض على الرسول ﷺ الإيواء. والنصرة، كما شاركت قبيلة الأزد في الفتوحات الإسلامية حيث كانوا من أوائلها.
 
وظهر من الأزد العديد من العلماء والشعراء الذين أثروا العلوم والثقـافة البشرية والعربية والإسلامية. ويوجد بين قبائل الأزد وقريش تاريخ مشترك ومصاهرة حيث أن العديد من جدات الرسول ﷺ وكبراء قريش من الأزد. وعُرف الأزد بالفصاحة، فكانوا من أفصح الناس لسانًا، وأعذبهم بيانًا، اعتُمد على لغاتهم في أخذ اللسان العربي، وظهر أثرها الواضح في ألفاظ القرآن الكريم وقراءاته، وأحاديث الرسول، وما أثر عنهم من أقوال وأشعار وأمثال؛ كما كانت لغاتهم من مصادر الاحتجاج اللغويّ والنحويّ عند علماء العربية وغيرهم.

## التاريخ
| عصر ما قبل الإسلام                |
| مملكة الأنباط 169 ق.م -106 ميلادي |
| مملكة الغساسنة 220 م-638 ميلادي   |
| ولاية يثرب 225 م-623 ميلادي       |
| العصر الإسلامي                    |
| العصر النبوي 610-632              |
| عصر الخلافة الراشدة 632 - 661     |
| العصر الأموي 661 -750             |
| العصر العباسي 749-1258            |
| الدولة النبهانية 1154-1624        |
| الدولة الرسولية 1229-1454         |
| مملكة غرناطة 1237-1492            |
| دولة اليعاربة 1624-1741           |
| العصر الحديث                      |
| سلطنة عمان 1970-حتى الآن          |

- الغساسنة:

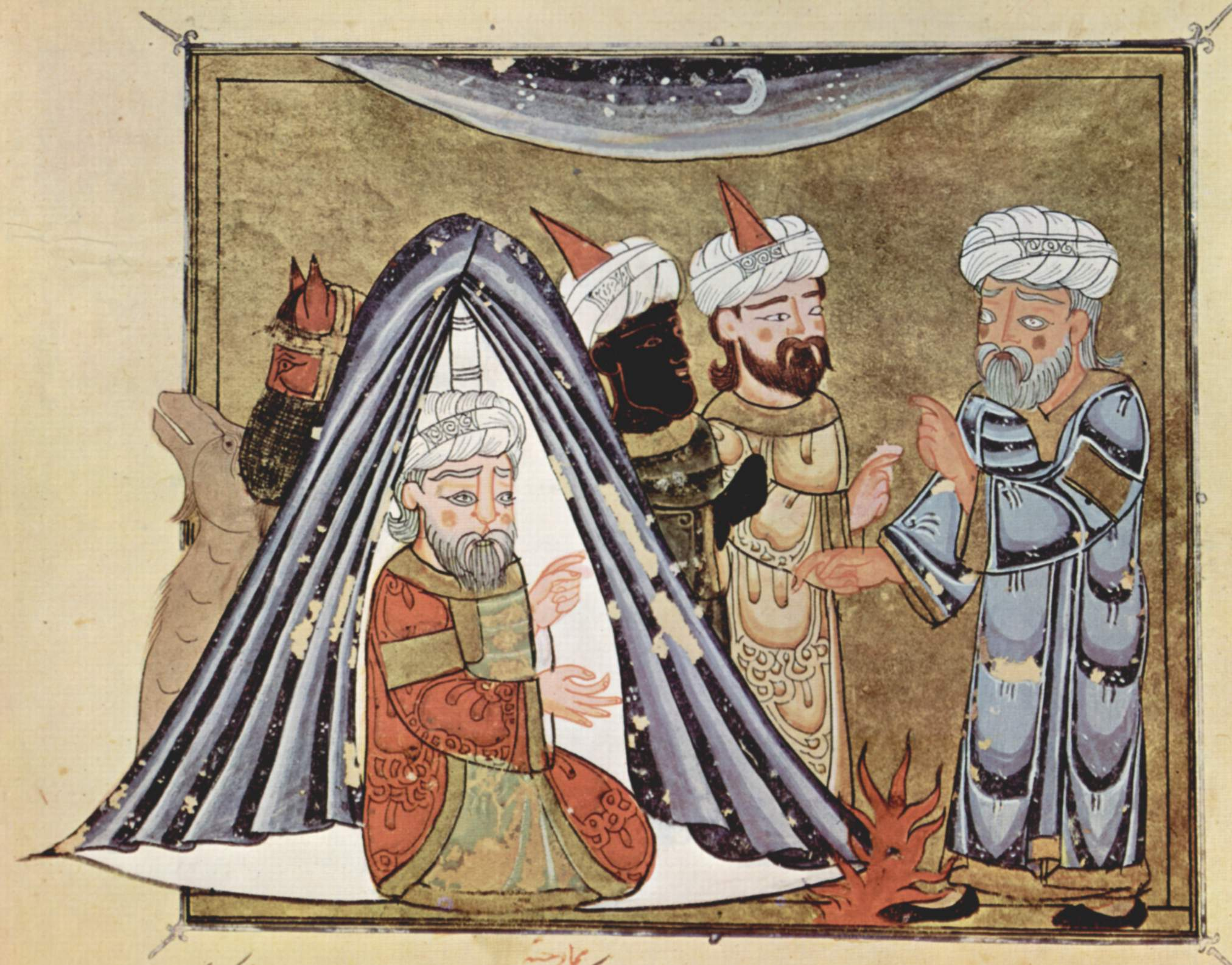
الحارث ملك الغساسنة؛ العرب في الفلكلور والقصص العربية.

كان الغساسنة يقطنون في جنوب سوريا والأردن (مملكة الأنباط سابقا) أسس الغساسنة مملكتهم، ووجد الرومان في الغساسنة حلفاء أقوياء يمكن الاعتماد عليهم في الصراع ضد الفرس الساسانيين الذين دأبوا علي تهديد الولايات الرومانية الشرقية، لذلك زادوا من صلاحيات الغساسنة ليتمكنوا من تكوين دولة حدودية لكن ضمن نطاق الدولة الرومانية، وكانوا حلفاء الروم فاشتركوا معهم في حروبهم مع الفرس وحلفائهم المناذرة. امتد حكم الغساسنة من عام 220 إلى 638 ميلادي، أي أربع مئة وثماني عشرة سنة. وأول ملوكهم هو جفنة بن عمرو الذي حكم ما بين 220-265م، ولذا يطلق بعضهم على ملوك الغساسنة: آل جفنة. امتد سلطانهم على قسم كبير من بلاد الشام مثل تدمر والرصافة في وسط سوريا والبلقاء والكرك في الأردن وإلى البحر، وكانت عاصمتهم بالجابية في الجولان.
اعتنق الغساسنة المسيحية الأرثوذكسية المشرقية المعروفة في سورية آنذاك باليعقوبية وهي مخالفة لمذهب الروم الأرثوذكس (الملكاني)، عند ظهور الإسلام دخل الغساسنة في تحالف مع المسلمون ودخلوا في جيوش الفتح فكان لهم فيها سهم كبير، وشاركوا في فتح شمال أفريقيا والأندلس وانتشروا فيها واسهموا في اعمارها. اعتمد عليهم الخلفاء الأمويين في إدارة الدولة لخبرتهم في إدارة الدواوين ودور المال.
كما كان الغساسنة من رعاة الأدب والشعر فقد التحق بالغساسنة لمدحهم جهابذة الشعر الجاهلي مثل لبيد بن ربيعة والنابغة الذبياني وحسان بن ثابت. تتمثل آثارهم في صهاريج الرصافة وقصر الرصافة ودار الضيافة خارج سور الرصافة وكاتدرائية الرصافة[9] والبناء الذي داخل قلعة عمان وقلعة القسطل وقصر برقع،
- يثرب(المدينة المنورة):

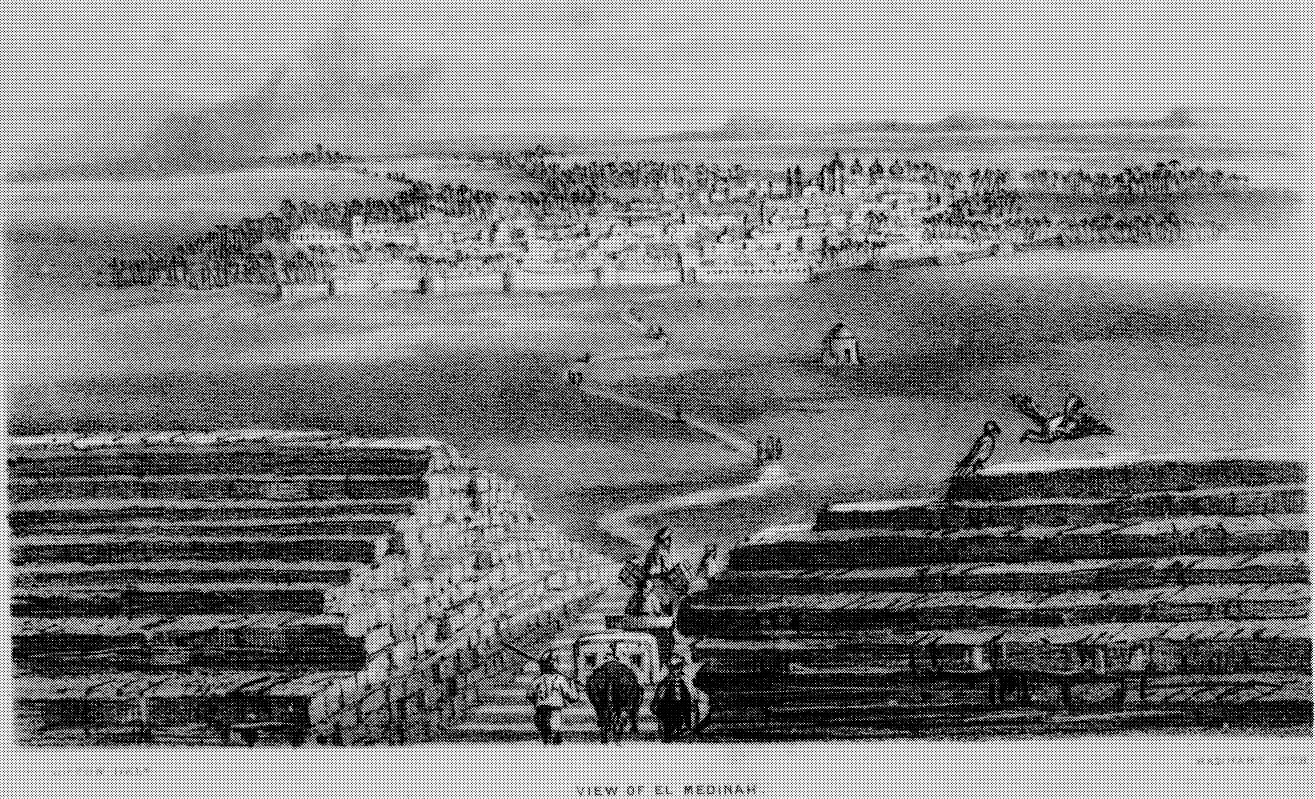
رسم قديم للمدينة المنورة.

اتخذ العماليق يثرب سكنى لهم، واستقر امرها فيما بعد لليهود؛ قيل أن موسى عليه السلام أرسلهم لكسر شوكة العماليق بعدما تجبروا في الأرض، وقيل كان علماؤهم يجدون في التوراة أن نبياً يهاجر من العرب إلى بلد فيه نخل بين حرتين، فأقبلوا من الشام يطلبون صفة البلد، فنزل طائفة تيماء وتوطنوا نخلاً، ومضى طائفة فلما رأوا خيبر ظنوا أنها البلدة التي يهاجر إليها، فأقام بعضهم بها، ومضى أكثرهم وأشرفهم فلما رأوا يثرب سبخةً وحرةً ونخلاً قالوا: هذا البلد الذي يكون له مهاجر النبي إليها، فنزلوه، فنزل النضير بمن معه بطحان فنزلوا منها حيث شاءوا وكان جمعيهم بزهرة، وهي محل بين الحرة والسافلة مما يلي القف، وكانت لهم الأموال بالسافلة، ونزل جمهورهم بمكان يقال له: يثرب بمجتمع السيول –سيل بطحان والعقيق، وسيل قناة- مما يلي زغابة، فنزلوا العالية على واديين يقال لهما: مذينيب ومهزور، فنزلت بنو النضير على مذينيب واتخذوا عليه الأموال، ونزل قريظة وهدل على مهزور واتخذوا عليه الأموال. وكانوا أول من احتفر بها الآبار وغرس الأموال، وابتنوا الآطام والمنازل، قالوا: فجميع ما بنى اليهود بالمدينة تسعة وخمسون أطماً.
قال عبد العزيز بن عمران: وقد نزل يثرب قبل الأوس والخزرج أحياء من العرب، منهم أهل التهمة تفرقوا جانب بلقيز إلى المدينة، فنزلت ما بين مسجد الفتح إلى يثرب في الوطاء، وجعلت الجبل بينها وبين المدينة، فأبرت بها الآبار والمزارع.
وكان بيثرب قرى وأسواق من يهود بني إسرائيل، وكان قد نزلها عليهم أحياء من العرب فكانوا معهم، وابتنوا الآطام والمنازل قبل نزول الأوس والخزرج؛ وهم: بنو أنيف حي من بلي، ويقال: إنهم من بقية العماليق، وبنو مزيد حي من بلي، وبنو معاوية بن الحارث بن بهثة بن سليم بن منصور بن عكرمة بن خصفة بن قيس بن عيلان، وبنو الجذماء حي من اليمن.
فلم تزل اليهود الغالبة بيثرب الظاهرة عليها حتى جاء الأوس والخزرج خارجين بعد خراب سد مأرب وبيثرب حينها بنو قريظة وبنو النضير وبنو محمحم وبنو زعوراء وبنو قينقاع وبنو حجر وبنو ثعلبة، وبنو القصيص وبنو ناغصة وبنو ماسكة، وبنو القمعة، وبنو زيد اللات، وهم رهط عبد الله، وبنو عكوة وبنو مرانة.
فأقامت الأوس والخزرج بالمدينة، ووجدوا الأموال والآطام والنخل في أيدي اليهود، ووجدوا العدد والقوة معهم فمكثت الأوس والخزرج معهم ما شاء الله.
ثم إنهم سألوهم أن يعقدوا بينهم وبينهم جواراً وحلفاً يأمن به بعضهم من بعض ويمنعون به من سواهم، فتعاقدوا وتحالفوا واشتركوا وتعاملوا. فلم يزالوا على ذلك زمناً طويلاً وأثرت الأوس والخزرج وصار لهم مال وعدد.
فلما رأت قريظة والنضير حالهم خافوهم أن يغلبوهم على دورهم وأموالهم، فأخلفوا العهد وقطعوا الحلف الذي كان بينهم، وكانت قريظة وبنو النظير يزامحونهم في أمر دنياهم ويكيدون بهم، فكان هذا الأمر حتى نجم مالك بن العجلان في الأوس والخزرج، وسوده الحيان عليهما فبعث هو وجماعة من قومه إلى أبناء عمومتهم غساسنة الأزد يستنصرهم، فنصروهم وكان على الغساسنة حينها أبو جبيلة، من ولد جفنة بن عمرو بن عامر، وقيل: كان أحد بني جشم بن الخزرج وكان قد أصاب ملكاً بالشام وشرفاً.
فأقبل أبو جبيلة في جمع كبير لنصرة الأوس والخزرج، وعاهد الله أن لا يبرح يثرب حتى يخرج من بها من اليهود أو يذلهم ويصيرهم تحت يد الأوس والخزرج. فسار وأظهر أنه يريد اليمن حتى قدم المدينة وهي يومئذٍ يثرب، فلقيه الأوس والخزرج وأعلمهم ما جاء به.
وماكان منه إلا ذاك فقتل كبارئهم وأذلهم فتم الأمر وعزت الأوس والخزرج، واتخذوا الديار والأموال، وانصرف أبو جبيلة راجعاً إلى الشام وتفرقت الأوس والخزرج في عالية المدينة وسافلتها، واتخذوا الأموال، والآطام، فكان ما ابتنوا من الآطام، مائة وسبعة وعشرين أطماً وأقاموا وكلمتهم وأمرهم مجتمع، ثم دخلت بينهم حروب عظام.
وكانت لهم أيام ومواطن وأشعار، فلم تزل الحروب بينهم إلى أن بعث الله نبيه صلى الله عليه وسلم فنصروه وأظهروا الدين الحق ونالوا بذلك منزلة عظيمة في الإسلام.
- الدولة النبهانية:

أسس النبهانيين ملكهم أولًا في الفترة الأولى التي استمرت من عام (549 هـ إلى 906 هـ) أي استمرت (350) عام.
عرفت الأربعة القرون الأولى بفترة النباهنة الأوائل وكان أولهم سلطان بن محسن بن سليمان بن نبهان والتي انتهت بحكم سليمان بن سليمان بن مظفر النبهاني.
ثم لحقتها فترة ثانية استمرت من عام (906 هـ إلى 1034 هـ) ثم قامت دولة اليعاربة.
- مملكة غرناطة:

أسس بنو نصر أو بنو الأحمر مملكة غرناطة أو الدولة النصرية في الأندلس سنة 635هـ المُوافقة لِسنة 1237م
على يد والي جيَّان وأرجونة مُحمَّد بن يُوسُف بن مُحمَّد الخزرجي المعروف بابن الأحمر،
 الذي أصبح أوَّل أُمراء هذه الدولة. تأسست مملكة غرناطة بعد انهيار الدولة المُوحديَّة في المغرب والأندلُس، وأخذت المُدُن الأندلُسيَّة الكُبرى تسقط تباعاً في أيدي النصارى، وتعرَّض الإسلامُ والمُسلمون لِخطر الزوال ، فتصدَّى مُحمَّد بن الأحمر لِلغزوات المسيحيَّة بِقيادة فرديناند الثالث ملك قشتالة، بعد أن آلت إليه -أي لابن الأحمر- مُعظم أملاك مُحمَّد بن يُوسُف بن هود الذي قُتل في ألمرية، ولمَّا هُزم ابن الأحمر على يد القُوَّات القشتاليَّة، شعر أنَّهُ لابُدَّ أن يلتمس الوسيلة لِتأمين استمراريَّة حُكمه في ظل قُوَّة قشتالة التي تُهدِّدُه، وبِخاصَّةٍ أنَّ غزوات القشتاليين وصلت إلى ضواحي غرناطة نفسها، فمال إلى الاستسلام وأبرم مُعاهدة سلامٍ مع الملك القشتالي كان من أبرز بُنُودها: تبعيَّة غرناطة لقشتالة عسكريّاً، وأن يحكم غرناطة باسم ملك قشتالة علانيَّةً؛ ويكون عضواً في مجلس «الكورتيز» (مجلس حكام المقاطعات) وبهذا كان ملك قشتالة قد أتمَّ تبعية غرناطة له تماماً.[2] وهكذا أخذت صُورة الوضع السياسي لِلدولة الإسلاميَّة الجديدة في الأندلُس تتوضَّح تحت حُكم مُحمَّدِ بن الأحمر، الذي اتخذ غرناطة عاصمةً لهُ بدلاً من جيَّان التي كانت واقعةً تحت تهديد النصارى المُستمر.
اجتمعت تحت ظلال هذه الدولة أشلاء الأندلُس المنهارة والتي انكمشت أطرافها فيما وراء نهر الوادي الكبير جنوباً، وشغلت شرقاً رُقعةً مُتواضعةً من جيَّان وبياسة وإستجَّة حتَّى البحر المُتوسِّط، ومن ألمرية وإلبيرة غرباً حتَّى مصب الوادي الكبير. وكانت هذه المملكة الصغيرة جديرةً بِأن ترث التركة الأندلُسيَّة، واستمرَّت بِفضل وعي حُكَّامها وسياساتهم المرنة زهاء مائتين وخمسين سنةً أُخرى كمُستودعٍ لِلحضارة الإسلاميَّة في الأندلُس، واضطلعت في الوقت نفسه بِذلك النضال القديم ضدَّ الممالك المسيحيَّة حتَّى لقيت مصرعها في النهاية. فقد استمرَّت مملكة قشتالة تبتلع البلاد التابعة لِغرناطة حتَّى حاصرها الملكان الكاثوليكيان فرديناند الثاني الأرغوني وإيزابيلَّا الأولى القشتاليَّة في جُمادى الآخرة 896هـ المُوافق فيه نيسان (أبريل) 1491م، وبعد سبعة أشهُرٍ من الحصار دبَّ اليأس في نُفُوس المُسلمين وانتشر الجوع وتفشَّت الأمراض في صُفُوفهم، فأبرم آخر الأُمراء الغالب بالله مُحمَّد بن عليّ مُعاهدةً مع الملكين الكاثوليكيين قضت بِتسليم المدينة، فدخلها القشتاليُّون يوم الإثنين 2 ربيع الأوَّل 897هـ المُوافق فيه 2 كانون الثاني (يناير) 1492م، وبِذلك سقطت غرناطة وسقطت الأندلُس نهائيّاً، وأُسدل الستار على التاريخ السياسي للمُسلمين فيها.
ولم تك مملكة غرناطة الأطولَ عُمراً بين دُول المُسلمين في الأندلُس فحسب، وإنما استطاعت أن تُحقِّق نجاحاتٍ وإنجازاتٍ حضاريَّةً باهرةً تُوازي نجاحات دُول الأندلُس التي سبقتها إن لم تتفوَّق عليها. وقد حقَّقت الاكتفاء الذاتي بشهادة الرحَّالة ابن بطوطة (04-1377م) الذي وصفها بالمملكة القويَّة رُغم المُناوشات المُستمرَّة مع الممالك المسيحيَّة المُجاورة، وبِالأخص قشتالة. ومن أبرز المعالم الحضاريَّة في هذه المملكة قلعة ومسجد وقصر الحمراء الذي يُعد أحد أروع المعالم المعماريَّة في العالم، بُني لِتلبية احتياجاتٍ مُتعدِّدةٍ، فهو على الصعيد العسكري قلعةً منيعة الأسوار استطاع أُمراء غرناطة بفضلها الحفاظ على مملكتهم من الأطماع العسكرية طيلة قرنين ونيفٍ، ومن جهةٍ أُخرى صُمم لِيكون دار الإمارة ومسجداً جامعاً كبيراً، كان في أوج ازدهار المملكة منبع العُلماء ومُلتقى الدارسين من بلاد الأندلُس والمغرب، وتخرج منه عُلماء كبارٌ من أبرزهم العلَّأمة الإمام الشاطبي، إبراهيم بن موسى (ت. 790هـ/1388م) الفقيه الأصولي المجتهد.
- دولة اليعاربه:

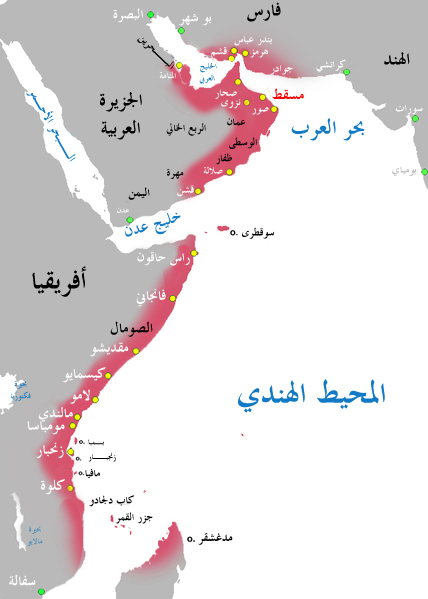

أسس آل يعرب دولة اليعاربة عام (1624-1741 / 1033-1153 هـ) والتي شملت سلطنة عمان ووسيطرت على أجزاء من الخليج منها ما يعرف الآن بدولة الإمارات العربية المتحدة ودولة قطر وامتدت لتشمل شرق أفريقيا، وجزء من فارس وعاصمتها ولاية الرستاق، وذلك بعد القضاء على دولة بني نبهان، ودامت قرابة 117 عاماً. تميزت الفترة الأولى لدولة اليعاربة بإعتماد المنهج الإسلامي، حيث ألغيت الضرائب واعتمدت الزكاة مكانها.
بسبب الاضطرابات الداخلية والاحتلال البرتغالي وقيام الإمارات والانقسامات الداخلية في البلاد، اجتمع أهل الحل والعقد في الرستاق، واختاروا «ناصر بن مرشد اليعربي» إماماً على عمان عام 1624 م، وبذلك قامت دولة اليعاربة. فقد قام الإمام ناصر بن مرشد بتوحيد البلاد بمحاربة البرتغاليين إلى عام 1649 ومن أهم إنجازاته تحرير جلفار (رأس الخيمة) 1633 م. بعد الإمام ناصر تولى الإمام سلطان بن سيف الأول الإمامة خلال الفترة 1649-1669 م وخلال فترة حكمه قام بطرد البرتغاليين نهائياً من عمان.
- سلطنة عمان:

## ذكرهم فيالحديث النبوي
بعض أحاديث الرسول ﷺ الواردة في الأزد:
 
- « نِعْمَ الحيُّ الأُسْدُ والأشعريُّونَ لا يفِرُّونَ في القتالِ ولا يَغلُّونَ هم منِّي وأنا منهُم » حديث حسن.[95]
- «المُلْكُ في قُرَيشٍ، و القَضاءُ في الأنصارِ، و الأذانُ في الحبَشةِ، و الأمانةُ في الأَزدِ» حديث صحيح.[96]
- «نِعْمَ القومُ الأزَدُ نقيَّةٌ قُلوبُهُم بارَّةٌ أيمانُهُم طيِّبةٌ أفواهُهُم» حديث حسن.[97]
- «قلتُ لأنسٍ : أَرَأَيْتَ اسمَ الأنصارِ، كنتم تُسَمَّوْن به، أم سمَّاكم اللهُ ؟ قال : بل سمَّانا اللهُ . كنَّا ندخلُ على أنسٍ، فيُحَدِّثُنا مناقبَ الأنصارِ ومشاهدَهم، ويُقْبِلُ علي، أو على رجلٍ مِن الاَزْدِ، فيقولُ : فعَلَ قومُك يومَ كذا وكذا، كذا وكذا .» حديث صحيح.[98]
- «[ قال ] أنسُ بْنُ مالِكٍ : إنْ لمْ نَكُنْ مِنَ الأَزْدِ، فَلَسْنا مِنَ الناسِ» حديث صحيح.[99]
- «ليلةَ أُسْريَ بي : رأيتُ موسى : وإذا هوَ رجلٌ ضَربٌ رجلٌ، كأنَّهُ من رجالِ شَنوءةَ، ورأيتُ عيسى، فإذا هوَ رجلٌ ربعةٌ أحمرُ، كأنَّما خرجَ من ديماسٍ، وأَنا أشبَهُ ولدِ إبراهيمَ بِهِ، ثمَّ أُتيتُ بإناءينِ : في أحدِهِما لبنٌ وفي الآخرِ خمرٌ، فقالَ : اشرَب أيَّهما شئتَ، فأخذتُ اللَّبنَ فشَرِبْتُهُ، فقيلَ : أخذتَ الفطرةَ أما إنَّكَ لو أخذتَ الخمرَ غوَت أُمَّتُكَ.» حديث صحيح.[100]
- «صلَّى في مسجدِ الخَيْفِ سَبعونَ نبيًّا منهُم موسَى، كأنِّي أنظرُ إليه وعليهِ عباءتانِ قَطوانِيَّتانِ وهوَ مُحرِمٌ، على بعيرٍ من إبلِ شَنوءَةَ مَخطومٍ بخطامِ ليفٍ، لهُ ضَفيرَتانِ .» حديث صحيح[101]
- «تِلكَ أمُّكُمْ يا بَني ماءِ السَّماءِ» حديث صحيح[102]
- «لقيتُ ابنَ عمرَ قال إسحقٌ : فقال لي : ممن أنت ؟ قلتُ : من أهلِ عُمَانَ، قال : من أهلِ عُمَانَ ؟ قلتُ : نعم قال : أفلا أُحدثكَ ما سمعتُ من رسولِ اللهِ صلَّى اللهُ عليهِ وسلَّمَ ؟ قلتُ : بلى، فقال : سمعتُ رسولَ اللهِ صلَّى اللهُ عليهِ وسلَّمَ يقولُ : إني لأعلمُ أرضًا يقالُ لها عمَّانَ يُنضح بجانبها وقال إسحقٌ : بناحيتها البحرُ، الحجَّةُ منها أفضلُ من حجَّتينِ من غيرها» إسناده صحيح.[103]
- ًٍُِّ«بعث رسولُ اللهِ صلَّى اللهُ عليه وسلَّمَ رجلًا إلى حيٍّ من أحياءِ العربِ . فسبُّوه وضربوه . فجاء إلى رسولِ اللهِ صلَّى اللهُ عليه وسلَّمَ فأخبره . فقال رسولُ اللهِ صلَّى اللهُ عليه وسلَّمَ " لو أنَّ أهلَ عُمانَ أتيتَ، ما سبُّوك ولا ضربوك » حديث صحيح.[104]
- «الأنصارُ لا يحبُّهم إلَّا مؤمنٌ، ولا يبغضُهم إلَّا منافقٌ، فمن أحبَّهم أحبَّهُ اللَّهُ، ومن أبغضَهم أبغضَهُ اللَّه» حديث صحيح.[105]
- «شقَّ على الأنصارِ النواضحُ فاجتمعوا عندَ النبيِّ صلَّى اللهُ عليه وسلَّم يسألونه أن يكرِيَ لهم نهرًا سحًّا فقال لهم رسولً اللهِ صلَّى اللهُ عليه وسلَّم مرحبًا بالأنصارِ مرحبًا بالأنصارِ مرحبًا بالأنصارِ لا تسألوني اليومَ شيئًا إلا أعطيتُكُموه ولا أسألُ اللهَ لكم شيئًا إلا أعطانيه فقال بعضُهم لبعضٍ اغتنِموها وسلوه المغفرةَ قالوا يا رسولَ اللهِ ادعُ لنا بالمغفرةِ فقال اللهمَّ اغفرْ للأنصارِ ولأبناءِ الأنصارِ ولأبناءِ أبناءِ الأنصارِ وفي روايةٍ ولأزواجِ الأنصارِ» رجاله رجال الصحيح.[106]
- «الأنْصارُ شِعارٌ، و الناسُ دِثارٌ، و لو أنَّ النَّاسَ اسْتقبَلُوا وادِيًا أو شِعْبًا، و اسْتَقْبَلَتِ الأنْصارُ وادِيًا، لَسَلَكْتُ وادِيَ الأنْصارِ، و لَولَا الهِجْرَةُ لَكُنْتُ امْرأً من الأنْصارِ» حديث صحيح.[107]
- «أنَّ أعرابيًّا أَهْدى لرسولِ اللَّهِ صلَّى اللَّهُ علَيهِ وسلَّمَ بَكْرةً، فعوَّضَهُ منها ستَّ بَكْراتٍ، فتسخَّطَهُ، فبلغَ ذلِكَ النَّبيَّ صلَّى اللَّهُ علَيهِ وسلَّمَ، فحمِدَ اللَّهَ وأثنى علَيهِ، ثمَّ قالَ : إنَّ فلانًا أَهْدى إليَّ ناقةً، فعوَّضتُهُ منها سِتَّ بَكْراتٍ، فظلَّ ساخطًا، ولقد هَممتُ أن لا أقبلَ هديَّةً إلَّا من قرشيٍّ، أو أنصاريٍّ، أوثَقفيٍّ، أو دوسيٍّ»حديث صحيح.[108]
- «خرَج رجلٌ منَ الأزدِ مِن طاحيةٍ يقالُ له بيرحُ بنُ أسدٍ مهاجرًا إلى المدينةِ فقدِم المدينةَ وقد مات رسولُ اللهِ صلَّى اللهُ عليه وسلَّم قُبَيلَ ذلك قال: فرأى عُمرُ بنُ الخطَّابِ رضي اللهُ عنه بيرحًا يطوفُ في سككِ المدينةِ فأنكَره وقال له: مَن أنتَ ؟ قال: أنا رجلٌ مِن أهلِ عمانَ منَ الأزدِ قال: فأخَذ بيدِه فذهَب به إلى أبي بكرٍ فقال: يا أبا بكرٍ هذا منَ الأرضِ التي سمِعتُ رسولَ اللهِ صلَّى اللهُ عليه وسلَّم يذكرُ أهلَها مِن أهلِ عمانَ فقال أبو بكرٍ: سمِعتُ رسولَ اللهِ صلَّى اللهُ عليه وسلَّم يقولُ: إني لأعلمُ أرضًا ينضحُ بناحيتِها البحرُ بها حيٌّ منَ العربِ لو أتاهم رسولي لم يرموه بسهمٍ ولا حجرٍ» رواته ثقات.[109]

 
قصيدة علي بن أبي طالب
 
الأزد كان لهم مواقف مشرفة في العصور الإسلامية الأولى، نصروا الرسول ﷺ، ونصروا الخلفاء الراشدون من بعده، وكتب علي بن أبي طالب قصيدة يثنى عليهم فيها :
 
 
... لإكمال القراءة .. أدب علي بن أبي طالب
 
 

## وصف الرحالةابن بطوطة
ذكر الرحالة ابن بطوطة 703-779هـ في رحلته أحوال البيت الحرام ومكة وأهلها وجيرانهم من أهل السراة:
 
 
«وأهل البلاد الموالية لمكة مثل بجيلة وزهران وغامد يبادرون لحضور عمرة رجب ويجلبون إلى مكة الحبوب والسمن والعسل والزبيب والزيت واللوز فترخص الأسعار بمكة ويرغد عيش أهلها وتعم المرافق ولولا أهل هذه البلاد لكان أهل مكة في شظف من العيش ويذكر أنهم متى أقاموا ببلادهم ولم يأتوا بهذه الميرة أجدبت بلادهم ووقع الموت في مواشيهم ومتى أوصلوا الميرة أخصبت بلادهم وظهرت فيها البركة ونمت أموالهم فهم إذا حان وقت ميرتهم وأدركهم كسل عنها اجتمعت نساؤهم فأخرجتهم وهذا من لطائف صنع الله تعالى وعنايته ببلده الأمين وبلاد السرو التي يسكنها بجيلة وزهران وغامد وسواهم من القبائل مخصبة كثيرة الأعناب وافرة الغلات وأهلها فصحاء بالألسن لهم صدق نية وحسن اعتقاد وهم إذا طافوا بالكعبة يتطارحون عليها لائذين بجوارها متعلقين بأستارها داعين بأدعية تتصدع لرقتها القلوب وتدمع العيون الجامدة فترى الناس حولهم باسطي أيديهم مؤمنين على أدعيتهم ولا يتمكن لغيرهم الطواف معهم ولا استلام الحجر لتزاحمهم على ذلك وهم شجعان أنجاد ولباسهم الجلود وإذا وردوا مكة هابت أعراب الطريق مقدمهم وتجنبوا اعتراضهم ومن صحبهم من الزوار حمد صحبتهم وذكر أن النبي صلى الله عليه وسلم ذكرهم وأثنى عليهم خيراً وقال: علموهم الصلاة يعلموكم الدعاء، وذكر أن عبد الله بن عمر رضي الله عنهما كان يتحرى وقت طوافهم ويدخل في جملتهم تبركا بدعائهم وشأنهم عجيب كله وقد جاء في أثر زاحموهم في الطواف فإن الرحمة تنصب عليهم صبّاً.»
 

## مصطلح يمن
كلمة«اليمن»:
مأخوذه من «اليمن» في لسان العرب وتعني وتعني جنوب، ولذلك كانت العرب قديمًا تسمي 'نجم سهيل اليماني'أي الجنوبي لظهوره في سماءهم من جهة الجنوب، و'نجم الشعرى اليمانية' أي الجنوبيه لذات السبب السابق.
كلمة «الشام»: تعني الشأم أي الشمال كما قال ابن منظور في لسان العرب «والمشأمة : خلاف الميمنة . والشأم : بلاد تذكر وتؤنث، سميت بها ؛ لأنها عن مشأمة القبلة»
«ويقال : تشاءم الرجل إذا أخذ نحو شماله . وأشأم وشاءم إذا أتى الشأم، ويامن القوم وأيمنوا إذا أتوا اليمن»، ولذلك كانت العرب قديمًا تسمي 'نجم الشعرى الشاميه' أي الشمالية لظهوره في سماءهم من جهة الشمال، و'نجم الثريا الشاميه' لذات السبب السابق.
إذا المفهوم من كلمتي (اليمن) و (الشام) أن الشام هو وصف لجهة الشمال واليمن هو وصف لجهة الجنوب وكان العرب قديما قبل إختراع البوصلة يحددون إتجاه مسيرهم نحو الشمال بوصفه بالشام والجنوب بوصفه باليمن فإذا كان الشخص في أي موضع جغرافي في داخل الجزيرة أو خارجها فشماله الشام وجنوبه اليمن/ بلسان العرب.
 
وهذا يخالف الإعتقاد الشائع في عصرنا الحالي حيث تم تأويل العديد من الأحاديث النبوية بربط كلمة (اليمن) بجمهورية اليمن الحديثة المعاصرة أو غيرها من الأخطاء الشائعة، والصحيح أن اليمن هو اقليم جغرافي ووصف إتجاه مثل اقليم الحجاز وإقليم نجد .. وغيرها من الأقاليم، سمي (يمن)
كوصف إتجاه لجنوب جزيرة العرب، وليس دولة مخصصة بحدود معينة. وأن لقب اليمانيين كان يطلق على الأزد خاصه وعلى عدة قبائل أخرى عدنانية وقحطانية، لأن معظم مساكنهم بإتجاه الجنوب فيطلق عليهم يمانيين أي جنوبيين، وليس لأنه سبق لهم السكن في مأرب الموجوده في جمهورية اليمن الحديثة المعاصرة، فاليمن ليست نسب ينتسب له بل هو أقليم مثل ماوضحنا سابقاً، كقولك فلان بن فلان البغدادي أي انه من سكان بغداد وقد يكون عربي ينتمي إلى أي قبيلة عربية أو اعجمي.

## من أعلام قبيلة الأزد
- أم المؤمنين جويرية بنت الحارث ، زوجة النبي محمد ﷺ.
- سلمى بنت عمرو، زوجة هاشم بن عبد مناف والجدة الثانية لرسول الله ﷺ.[113][114]
- فاطمة بنت سعد، أم قصي، زوجة كلاب بن مرة والجدة الخامسة للنبي محمدﷺ.[115]
- جميلة بنت عدوان البارقي، زوجة مالك بن النضر الجد الحادي عشر للنبي محمد ﷺ وأم فهر بن مالك جده العاشر.
- عمرة بنت وايلة الغامدي، جدة أمية بن أبي الصلت أم أمه رقية بنت عبد شمس بن عبد مناف.
- مالك بن فهم، يقال أنه من الأزد.

```
علماء
```

- ابن البناء المراكشي [116]، عالم مغربي برز بصفة خاصة في الرياضيات والفلك والطب، وكان متفنن في علوم جمة، كالتنجيم، والعلوم الخفية.
- جابر بن حيان[117]، عالم في الكيمياء والرياضيات، سُمي علم الجبر بإسمه.
- الزهراوي خلف بن عباس الأنصاري[118]، عالم جليل يعد من أعظم الجراحيين المساهمين في علم الجراحة، ويعد أحد المؤسسين لعلم الجراحة الحديث.
- محمد بن أسلم الغافقي[119]، طبيب عيون وعالم نبات أحد جهابذة العلماء في عصره، اشتهر له كتاب 'المرشد في الكحل' الذي درس فيه العين البشرية تشريحيًا ودوائيًا.
- المبرد[120]، أحد العلماء الجهابذة في علوم البلاغة والنحو والنقد.
- ابن منظور [121]، أديب ومؤرّخ وعالم في الفقه الإسلامي واللغة العربية. من أشهر مؤلّفاته معجم لسان العرب.
- نعيم بن حماد [122]، محدث وهو شيخ الإمام البخاري.
- ابن الشاطر [123]، عالم فلك ورياضيات دمشقي، صحح نظرية كلاوديوس بطليموس، التي تنص على أن الأرض هي مركز الكون، والشمس هي التي تدور حولها.
- ابن أبي أصيبعة [124]، من علماء الطب الجهابذة .
- أبو بكر بن السراج [125]، عالم في النحو .
- أبو بكر بن أبي عيسى [126]، عالم في الرياضيات والهندسة والنجوم.
- كراع النمل [127]، عالم في اللغة العربية.
- ابن دريد [128]، عالِم باللغة العربية وشاعر وأديب.
- الخليل بن أحمد الفراهيدي [129]، لغوي وأديب ومؤلف لأول معجم في اللغة العربية اسمه «معجم العين»، ووضع علم العروض والتنقيط في العربية، وهو معلم سيبويه اللغوي المشهور.
- ابن الحاج الأزدي الإشبيلي [130]، أديب ونحويٌ وعالم لغة ومقرئ، يَعُدُّه مُؤَرِّخو النحو العربي من رجال المدرسة النحوية في الأندلس.
- ابن عمار الموصلي [131]، أحد أهل الفضل والمتحققين بالعلم حسن الحفظ كثير الحديث، أحد شيوخ الإمام النسائي.
- يحيى بن إبراهيم السلماسي [132]، عالم فقه شرعي.
- الطحاوي الحجري الأزدي [133]، عالم فقه شرعي.
- ابن هشام الأزدي [134]، من أهل قُرْطُبَة، كان من الكتَّاب البلغاء.
- أبو عبد الله الرباحي [135]، نحوي من الأندلس، ومن أوائل نحاة المدرسة النحوية في الأندلس والمغرب الإسلامي.
- ابن المناصف [136]، قاض متفنن في العلوم.
- شمس الدين القرطبي [137]، إمام فقيه ومفسر.
- ابن الدباغ الإشبيلي [138]، إمام فقيه، عاقداَ للوثائق، ومعرفة عللها، عارفاً بالنحو واللغة والأدب والكتابة والشعر والتاريخ.
- أبو عامر الأزدي [139]، من كبار أئمة الشافعية، محدث، زاهداً ورعاً.
- سهل بن محمد [140]، عالم في اللغة والنحو.
- أحمد بن علي أبو العباس (عز الدين) [141]، عالم في الأدب بارع في اللغة، من أهل حمص.

```
صحابة
 وشخصيات إسلامية
```

- أبو هريرة [142]، من أكبر رواة الحديث النبوي.
- أبو سعيد الخدري [143]، أحد المكثرين لرواية الحديث النبوي.
- أبو داود [144]، إمام أهل الحديث في زمانه، محدث البصرة، وهو صاحب كتاب سنن أبي داود.
- أبو الفتح الأزدي [145]، راوي حديث نبوي.
- عبادة بن الصامت  [146]، شهد العقبتين، ثم شارك في الفتح الإسلامي لمصر وسكن الشام، وتولى إمرة حمص لفترة.
- أنس بن مالك  [147]، خدم النبي محمد ﷺ، وهو أحد المكثرين لرواية الحديث النبوي.
- أبو أيوب الأنصاري  [148]، خصَّه النبي محمد ﷺ بالنزول في بيته عندما قدم إلى يثرب مهاجراً، وأقام عنده حتى بنى حجره ومسجده وانتقل إليها.

- الحكم بن المغفل  [149]، صحابي جليل .
- أبو ظبيان الأعرج [150]، وفد على رسول الله وكتب له كتابًا، وهو حامل لواء غامد يوم القادسية.
- جندب بن زهير [151]، صحابي جليل نزلت فيه آيه في القرآن الكريم {فَمَن كَانَ يَرْجُو لِقَاء رَبِّهِ فَلْيَعْمَلْ عَمَلاً صَالِحًا} سورة الكهف آية 110.
- سفيان بن عوف  [152]، قائد عسكري إسلامي قاد عدة حملات عسكرية إسلامية في عهد الخليفة عثمان بن عفان  والخليفة علي بن أبي طالب .
- الطفيل بن عمرو الدوسي  [153]، صحابي جليل .
- المهلب بن أبي صفرة [154]، قائد الجيش الأموي في فارس والجزيرة العربية وقاد فتوحات بلدان الهند والسند .
- عبد الرحمن بن نعيم الغامدي [155]، مجاهد، والي خراسان الكبرى في عهد الخليفة عمر بن عبد العزيز.
- مخنف بن سليم  [156]، قائد عسكري زعيم الأزد في الكوفة، ووالي أصبهان.
- جابر بن زيد الأزدي [157]، مؤسس المذهب الإباضي في الإسلام.
- جندب بن كعب الغامدي [158]، صحابي جليل وكان أول من طبق حد الساحر القتل بضربة سيف.
- صخر بن وادعة الغامدي  [159]، صحابي جليل، راوي حديث.
- حسان بن النعمان، المُلقب بالشيخ الأمين أحد قادة الفتوحات الإسلامية لإفريقية، قاد أكبر جيش إسلامي نزل إفريقية، في أمرته أنهى ثورة كاهنة البربر ديهيا التي قامت بعمل ثورة ضد المسلمين فقتلت في أحد المعارك، أنشئ حسان مدينة تونس لتكون مرفأ إضافي للمسلمين في افريقيا.[160]
- موسى بن أبي الغسان، آخر فرسان الأندلس، أبَى واعترض على تسليم غرناطه آخر معاقل المسلمين في الأندلس، رغم عدم جدوى قتال النصارى حينها فنصرهم المحقق يلوح بالآفاق، إلا أن روح القتال لدى الفارس المسلم تأبى الذل والخنوع، فقاتل النصارى حتى استُشهد.[161][162]
- أبو العباس أحمد بن عمر القرطبي [163]، فقيه.
- معمر بن راشد [164]، فقيه راوي حديث.
- مكحول الأزدي [165]، راوي حديث.
- محمد بن أبي نصر الحميدي [166]، فقيه وإمام حافظ.
- عيسى بن الملجم الأزدي [167]، فقيه محدّث.
- عبد الرحيم بن الملجم الأزدي [168]، حافظ محدّث فقيه.
- محمد بن محمد بن سهل الأزدي [169]، فقيه وزعيم، من أهل غرناطة.
- ابن الفرضي [170]، عالم بالفقه والحديث وعلم الرجال والأدب، كما كان حسن البلاغة والخط، جمّاعًا للكتب.
- ابن ابي جمره [171]، عالم بالحديث.
- إسماعيل ابن جعفر ابن أبي كثير الأنصاري الزرقي [172]، قارئ ثقة ثبت، مقرئ المدينة.
- مسعود ابن الحكم ابن الربيع الزرقي الأنصاري [173]، راوي حديث.
- إسماعيل بن إسحاق القاضي [174]، عالم فقه وحديث.
- مقاتل بن سليمان [175]، من أعلام المفسرين صاحب التفسير المسمى «تفسير مقاتل».
- أبا إسحاق إبراهيم بن محمد[176]، وافر المعرفة في لسان العرب.
- علقمة بن جنادة الأزدي [177]، صحابي جليل شهد فتح مصر، وولي البحر لمعاوية.

```
شعراء
```

- حسان بن ثابت [178]، شاعر الرسول صلى الله عليه وسلم.
- الشنفرى [179]، شاعر جاهلي، من فحول الطبقة الثانية. كان من فتاك العرب وعدّائيهم، صاحب لامية العرب.
- حاجز بن عوف الأزدي [180]، شاعر جاهلي مقل، من عدائين العرب.
- السموأل [181]، شاعر جاهلي، واحداً من أكثر الشعراء شهرة في وقته، ضُرِب فيه المثل في الوفاء.
- عبدالله بن سلمه الغامدي [182]، شاعر جاهلي، مشهور في زمنه، أحد شعراء المفضليات.
- ابن هانئ [183]، شاعر أندلسي لُقب بمتنبي الغرب.
- عوف بن الحارث الأزدي [184]، شاعر وفارس شجاع.
- لمس بن سعد البارقي [185]، شاعر جاهلي، صاحب حلف الفضول.
- عامر بن هشام [186]، شاعر أندلسي.